# .ph
.ph este un domeniu de internet de nivel superior, pentru Filipine (ccTLD).